# Canal Rural
O Canal Rural é uma emissora de televisão brasileira com sede em São Paulo, SP. Seu foco principal é para as técnicas de agricultura, pecuária e novidades agrárias do ramo, além dos leilões transmitidos ao vivo . É a principal plataforma de comunicação especializada em agronegócio no Brasil. Além de TV segmentada, a marca engloba portal de notícias, leilões, eventos, aplicativos e educação para o agronegócio.

## História
O Canal Rural foi lançado em 11 de novembro de 1996, com sede em São Paulo e estúdios em Brasília (DF) e Porto Alegre (RS). A distribuição de seu sinal era feita pela operadora de TV por assinatura NET e pelo satélite Brasil Sat B1, para usuários de antenas parabólicas (sinal aberto).
Em 1998, com a saída da Globosat do projeto, o Canal Rural passou por uma grande reestruturação, mudando sua sede de São Paulo para Porto Alegre e passou a atuar dentro da estrutura do Grupo RBS. Ainda em 1998, o Canal Rural recebeu o Prêmio de Comunicação em Marketing, na categoria Veículo de Comunicação da ABMR&A (Associação Brasileira de Marketing Rural & Agronegócio). 
Como parte de suas comemorações de 15 anos, o Canal Rural anunciou em 2011 o lançamento de uma plataforma on-line para reunir todo o conteúdo produzido pela TV e pelo site do Canal Rural. Um ano após seu lançamento, o portal CanalRural.com.br comemorava a liderança de audiência entre os sites brasileiros de internet dedicados ao agronegócio. Além da TV e Internet, o Canal Rural ao longo dos últimos anos promoveu a ampliação da sua plataforma de disseminação de conteúdo, inovando na utilização de sites mobile, Smart TV, eventos e ativações junto ao público do Agronegócio, sendo hoje considerada a maior plataforma de comunicação com este setor.
Com o objetivo de tornar a emissora ainda mais nacional, o Canal Rural promoveu a centralização de sua equipe de jornalismo na capital paulista, mantendo ainda redações em Porto Alegre e Brasília, além de jornalistas e correspondentes em outros estados.
Em 20 de fevereiro de 2013, foi anunciada a compra da emissora pela J&F, holding que controla a JBS, o maior frigorífico no setor de carne bovina do mundo. O motivo do Grupo RBS ter vendido é por não estar alinhada com a estratégia futura da rede gaúcha, o valor da aquisição foi de 40 milhões de reais.
Em junho de 2016 é criado o Canal Rural X, voltado às reprises de conteúdo selecionado do Canal Rural e programas exclusivos em parceria com o SENAR e Confederação da Agricultura e Pecuária do Brasil (CNA). Este foi disponibilizado gratuitamente pelas parabólicas em banda digital.